# Sigismund von Schlichting
Sigismund Wilhelm Lorenz von Schlichting (3 tháng 10 năm 1829 – 22 tháng 10 năm 1909) là một tướng lĩnh và nhà lý luận quân sự của Phổ, có lẽ được biết đến nhiều nhất về sự tham gia của ông trong những cuộc bàn cãi về chiến thuật bộ binh và các thập niên 1880 và 1890.
Schlichting chào đời tại thủ đô Berlin, là con trai của một viên tướng Phổ khi đó đang là Viện trưởng Viện Hàn lâm Chiến tranh Phổ (Kriegsakademie). Về nhiều khía cạnh, sự nghiệp ban đầu của ông là một điển hình trong quân đội Phổ: ông được tuyển vào trường thiếu sinh quân và được bổ nhiệm làm trung úy ở độ tuổi 18. Mặc dù vậy, thay vì tham dự trong Viện Hàn lâm Chiến tranh, ông được giáo dục tại các trường đại học Bonn và Göttingen. Vào năm 1861, ông được thăng cấp đại úy và trao cho quyền chỉ huy một đại đội. Ông đã tham gia chiến đấu chống quân đội Áo trong cuộc Chiến tranh Bảy tuần năm 1866, và cuối năm đó ông lên chức thiếu tá và thuyên chuyển vào Bộ Tổng tham mưu quân đội Phổ. Vào năm 1870, Schlichting đã trở lại chiến tuyến và chỉ huy một tiểu đoàn bộ binh trong cuộc Chiến tranh Pháp-Đức.
Vào năm 1872, Schlichting đã được bổ nhiệm làm tham mưu trưởng của Quân đoàn VII, đóng trại tại Münster, và giữ cương vị này trong vòng hai năm. Từ năm 1874 cho đến năm 1878, ông chỉ huy một trung đoàn bộ binh tại Spandau, và sau đó ông được phong làm tham mưu trưởng của Quân đoàn Vệ binh, một chức vị rất được coi trọng ở Đức thời bấy giờ. Từ năm 1884 cho đến năm 1896, ông đã nắm giữ một loạt chức chỉ huy, mà cuối cùng là tư lệnh của Quân đoàn XIV (1888 – 1896). Sigismund von Schlichting đã nghỉ hưu vào năm 1896 và qua đời vào năm 1909.

## Một số tác phẩm
- Taktische und strategische Grundsätze der Gegenwart. (898) (Các nguyên lý chiến thuật và chiến lược hiện nay)
- Moltkes Vermächtniss. (1901) (Di sản của Moltke)